# Memoriał Bronisława Idzikowskiego 1972
Memoriał im. Bronisława Idzikowskiego 1972 – 5. edycja turnieju w celu uczczenia pamięci polskiego żużlowca Bronisława Idzikowskiego, który odbył się dnia 29 października 1972 roku i był on jednocześnie turniejem o Puchar Gazety Częstochowskiej. Turniej wygrał Andrzej Tkocz.

## Wyniki
- Częstochowa, 29 października 1972
- NCD:
- Sędzia: Stanisław Napierała

| Msc. | Zawodnik                 | Klub           | Pkt |             |  |
| ---- | ------------------------ | -------------- | --- | ----------- |  |
| 1    | (7) Andrzej Tkocz        | Rybnik         | 15  | (3,3,3,3,3) |  |
| 2    | (12) Paweł Waloszek      | Świętochłowice | 13  | (3,3,3,2,2) |  |
| 3    | (14) Jerzy Bożyk         | Częstochowa    | 12  | (3,3,2,1,3) |  |
| 4    | (6) Antoni Woryna        | Rybnik         | 12  | (1,2,3,3,3) |  |
| 5    | (8) Zenon Plech          | Gorzów Wlkp.   | 8   | (2,u,3,3,0) |  |
| 6    | (13) Czesław Goszczyński | Częstochowa    | 7   | (1,3,2,0,1) |  |
| 7    | (1) Zenon Urbaniec       | Częstochowa    | 7   | (3,2,1,0,1) |  |
| 8    | (2) Zygmunt Gołębiowski  | Częstochowa    | 7   | (2,1,2,2,0) |  |
| 9    | (9) Stanisław Kasa       | Bydgoszcz      | 7   | (2,1,1,2,1) |  |
| 10   | (15) Jacek Gierzyński    | Częstochowa    | 6   | (0,1,1,1,3) |  |
| 11   | (3) Wiktor Waloszek      | Świętochłowice | 5   | (1,2,0,2,0) |  |
| 12   | (16) Andrzej Jurczyński  | Częstochowa    | 4   | (0,w,1,2,1) |  |
| 13   | (11) Jerzy Rembas        | Gorzów Wlkp.   | 4   | (1,0,0,1,2) |  |
| 14   | (4) Zygmunt Pytko        | Tarnów         | 0   | (0,d,0,0,d) |  |
| 15   | (10) Grzegorz Kuźniar    | Rzeszów        | 0   | (u,u)       |  |
| 16   | (5) Marek Cieślak        | Częstochowa    | 0   | (u)         |  |
|      | rez. Henryk Trąbski      | Częstochowa    |     | (0,0,1,1)   |  |
|      | rez. Jerzy Kowalczyk     | Częstochowa    |     | (1,0,2)     |  |

Bieg po biegu
1. Urbaniec, Gołębiowski, Waloszek, Pytko
2. Tkocz, Plech, Woryna, Cieślak
3. Waloszek, Kasa, Rembas, Kuźniar
4. Bożyk, Goszczyński, Gierzyński, Jurczyński
5. Goszczyński, Urbaniec, Kasa, Trąbski Trąbski za Cieślaka
6. Bożyk, Woryna, Gołębiowski, Kuźniar
7. Tkocz, Waloszek, Gierzyński, Rembas
8. Waloszek, Jurczyński, Plech, Pytko
9. Urbaniec, Gryt, Nabiałek, Fojcik
10. Waloszek, Gołębiowski, Gierzyński, Trąbski Trąbski za Cieślaka
11. Plech, Bożyk, Kasa, Waloszek
12. Tkocz, Goszczyński, Kowalczyk, Pytko Kowalczyk za Kuźniara
13. Tkocz, Waloszek, Bożyk, Urbaniec
14. Plech, Gołębiowski, Rembas, Goszczyński
15. Jurczyński, Waloszek, Trąbski, Kowalczyk Trąbski za Cieślaka, Kowalczyk za Kuźniara
16. Woryna, Kasa, Gierzyński, Pytko
17. Gierzyński, Kowalczyk, Urbaniec, Plech Kowalczyk za Kuźniara
18. Tkocz, Gołębiowski, Kasa, Jurczyński
19. Woryna, Waloszek, Goszczyński, Waloszek
20. Bożyk, Rembas, Trąbski, Pytko Trąbski za Cieślaka